# 國際銀行大廈 (廈門)

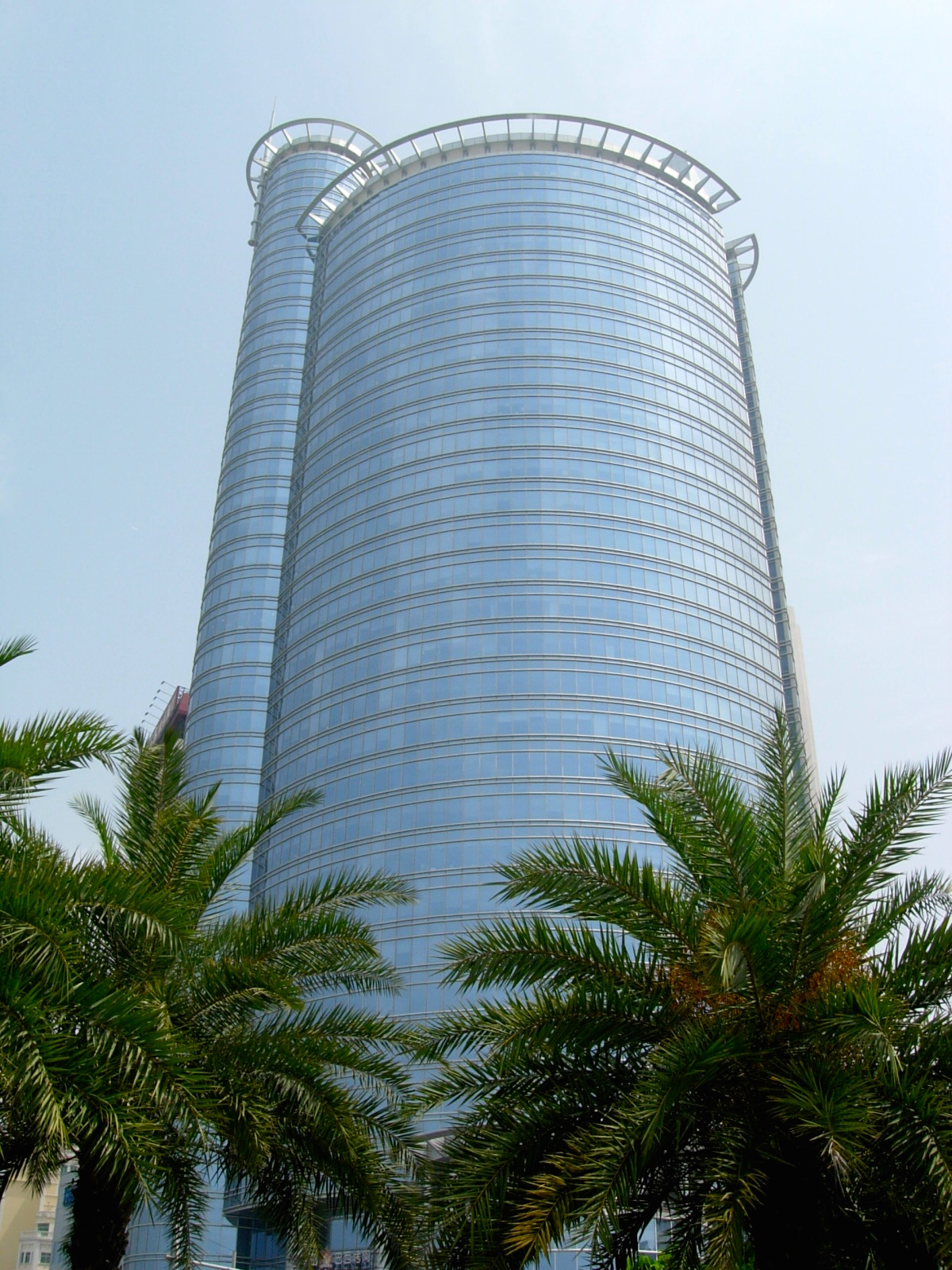
廈門國際銀行大廈

厦门國際銀行大廈是位於中國福建省廈門市的一幢摩天樓，臨廈門港海岸線，與鼓浪嶼隔海相對。由信基置業有限公司投資興建，設計新穎、高142公尺、樓高37層的厦门國際銀行大廈目前為廈門海岸線顯著的地標。其建築設計由美國加州洛杉磯的Kai Chan Architects & Planners 為項目設計建築師，與美國加州聖地牙哥的Joseph Wong Design Associates Inc 以及北京設計院廈門分院合作完成。厦门國際银行大廈內駐有多國銀行分行及國際公司。

## 外部連結
- 國際銀行大廈 （页面存档备份，存于）
- 國際銀行大廈的照片[永久]